# Giedrius Bieliauskas
Giedrius Bieliauskas (27 de julio de 1997) es un deportista lituano que compite en remo. Ganó una medalla de bronce en el Campeonato Europeo de Remo de 2024, en la prueba de scull individual.

## Palmarés internacional
| Campeonato Europeo | Campeonato Europeo | Campeonato Europeo | Campeonato Europeo |
| Año                | Lugar              | Medalla            | Prueba             |
| ------------------ | ------------------ | ------------------ | ------------------ |
| 2024               | Szeged (Hungría)   | Medalla de bronce  | Scull individual   |